# Biserica ortodoxă română „Sfântul Nicolae” din Râtișor
Biserica „Sfântul Nicolae” din Râtișor (în sârbă Румунска православна црква Светог Николе у Ритишеву, cu alfabetul latin: Rumunska pravoslavna crkva Svetog Nikole u Ritiševu) este o biserică ortodoxă românească situată în satul Râtișor din comuna Vârșeț (Serbia), în districtul Banatul de Sud din provincia autonomă Voivodina. Ea aparține canonic Episcopiei Daciei Felix a Bisericii Ortodoxe Române și se află pe lista monumentelor culturale de importanță mare ale Republicii Serbia (ID nr. SK 1436).

## Istorie
Satul Râtișor este situat la 13 km sud-vest de orașul Vârșeț și la doar 2 km distanță de calea ferată internațională Timișoara–Vârșeț-Belgrad. Prima atestare documentară a localității datează din perioada stăpânirii otomane în Banat, la începutul secolului al XVIII-lea. Vechimea satului este mai mare, iar fondatorii săi ar fi, potrivit legendelor, trei ciobani care veneau deseori aici pentru a-și adăpa turmele la izvoarele de apă din cele trei rîpe, aflate astăzi în spatele școlii. În anul 1717 erau 27 de gospodării în sat, iar în 1751 existau deja 51 de gospodării. Numărul locuitorilor a crescut până la jumătatea secolului XIX-lea, iar Râtișorul avea în 1854 un număr de 1.340 de locuitori, pentru ca în 1863 să înregistreze un număr maxim de 1.439 de locuitori. Populația satului era majoritar românească. Numărul populației a început apoi să scadă, iar a începutul secolului al XX-lea trăiau în Râtișor 1.134 de locuitori, dintre care 1.087 români, 22 germani, 20 sârbi și 5 persoane de alte naționalități.
Biserica „Sf. Nicolae” din Râtișor a fost construită în anul 1736. Cercetătorii presupun că actuala biserică din piatră ar fi fost clădită pe temeliile unei biserici din bârne, mai mici, care ar fi fost distrusă de turci. Lăcașul de cult, menționat pentru prima dată în 1763, a fost sfințit în anul 1782 de episcopul Vichentie Popovici al Vârșețului (1774–1785). Satul Râtișor a suferit multe pagube în anul 1788, în timpul Războiului Austro-Turc din 1787-1791. Biserica a fost avariată atunci și a fost reconstruită în perioada 1796-1797 în stilul baroc tipic bisericilor bănățene din acea perioadă, vizibil mai ales pe bolta sa din lemn și pe fațada vestică dominată de un turn clopotniță zvelt.
Parohia din satul Râtișor a fost vizitată duminică 7 octombrie 1928 de episcopul Iosif Bădescu al Caransebeșului, care a fost întâmpinat la intrarea în localitate de călăreți și de o mulțime de localnici, în frunte cu primarul comunei și cu fanfara condusă de învățătorul Teodor Răbâgia, care a cântat marșuri românești. Arhiereul a fost întâmpinat la biserică de tânărul preot Cuzman Lăpădatu și a ținut o scurtă slujbă (doxologie) și apoi o cuvântare în care i-a îndemnat pe credincioșii ortodocși români să păstreze credința ortodoxă și să iubească neamul românesc.
Statul român a finanțat până în 1945 atât școala primară românească mixtă, cât și biserica românească din Râtișor, în calitate de obiective culturale ale comunității românești din Serbia.
Edificiul a fost renovat în mai multe rânduri atât în interior, cât și în exterior. Mai multe lucrări de modernizare au avut loc după cel de-al Doilea Război Mondial: s-a introdus curent electric în 1950 și s-au efectuat lucrări de renovare și repictare în 1997 cu sprijinul Institutului Provincial pentru Protejarea Monumentelor Culturale din Voivodina.
Biserica românească din Râtișor a fost considerată monument cultural prin decizia nr. 127 din 5 martie 1958 a Institutului pentru Protecția și Studiul Științific al Monumentelor Culturale din Novi Sad. În baza acestei decizii, a fost inclusă la 30 decembrie 1997 pe lista monumentelor culturale de importanță excepțională ale Republicii Serbia (ID nr. SK 1436).

## Pictura bisericii
Iconostasul actual este realizat din zidărie și a fost pictat parțial, potrivit unor opinii, de zugravul Simeon Iacșici (Simeon Jakšić) din localitatea Biserica Albă în perioada 1796-1797. Mai multe icoane pe lemn au fost pictate în a doua jumătate a secolului al XVIII-lea de Gheorghe Diaconovici, fiul diaconului Vasile Alexievici și tatăl cărturarului bănățean Constantin Diaconovici Loga (1770-1850) și fondatorul școlii de pictură de la Srediștea Mare, una dintre cele mai vechi școli de pictură din Banat. Una dintre cele mai valoroase icoane este icoana Buna Vestire, pictată în stil baroc în 1763 pe ușile împărătești (protejate ca obiecte de patrimoniu) de Gheorghe Diaconovici și destinată inițial iconostasului bisericii din satul Chevereș⁠(sr)[traduceți], aflat la vest de Vârșeț. Deasupra ușilor împărătești se mai află o inscripție în limba română.
Icoana Maicii Domnului cu pruncul a fost pictată în 1804 de Rajko Stojanović din Vârșeț și conține o inscripție mai lungă care menționează numele episcopului Josif Jovanović Šakabenta al Vârșețului (1786-1805), numele autorului și anul pictării.
Pictura murală a bisericii a fost realizată în perioada 1796-1799, după reconstruirea lăcașului de cult, de același zugrav Simeon Iacșici. Alte fresce murale mai puțin vizibile îi sunt atribuite lui Rajko Stojanović și sunt datate la începutul secolului al XIX-lea.

## Obiecte de patrimoniu
În patrimoniul bisericii se află mai multe icoane și obiecte de mobilier bisericesc:
- ușile împărătești, care datează din 1745 și au fost pictate de zugravul român Vasile Diaconul
- iconostasul, care a fost pictat în 1797 și conține o inscripție în limba română
- mai multe icoane pe lemn de la jumătatea secolului al XVIII-lea: Sf. Arhidiacon Ștefan (26×40 cm), Cele douăsprezece praznice împărătești (44,5×53 cm), Fecioara cu Pruncul (54×89 cm), Iisus Hristos (54×89 cm) și Sf. Ioan Botezătorul (54×89 cm)
- icoana pe lemn Sf. Nicolae (54×89 cm), pictată în a doua jumătate a sec. al XVIII-lea
- icoana pe lemn Adormirea Maicii Domnului (55×90 cm), pictată în 1756
- un epitaf pictat de Nicolae Popescu în 1872 sau 1875.[4]